# Manapla
Manapla ist eine Gemeinde in der Provinz Negros Occidental auf der Insel Negros auf den Philippinen. Sie hat 54.845 Einwohner (Zensus 1. August 2015), die in zwölf Barangays leben. Sie gehört zur zweiten Einkommensklasse der Gemeinden auf den Philippinen und wird als partiell urbanisiert beschrieben.
Sie liegt etwa 45 km nordöstlich von Bacolod City. Die Reisezeit beträgt rund 1 Stunde mit dem Bus, mit dem Auto etwa 55 Minuten. Ihre nördliche Grenze bildet die Guimaras-Straße die Negros von der Insel Panay trennt. Cadiz City begrenzt die Gemeinde im Osten und Victorias City liegt im Westen. Die Topographie der Gemeinde wird als hügeliges Flachland beschrieben.

## Barangays
| - Chambery - Barangay I (Pob.) - Barangay I-A (Pob.) - Barangay I-B (Pob.) | - Barangay II (Pob.) - Barangay II-A (Pob.) - Punta Mesa - Punta Salong | - Purisima - San Pablo - Santa Teresa - Tortosa |